# Clayton Ferreira Cruz
Clayton Ferreira Cruz, meglio noto come Clayton (São João do Paraíso, 19 luglio 1975), è un ex calciatore brasiliano, di ruolo attaccante.

## Palmarès

### Club

#### Competizioni nazionali
- Campionato portoghese: 1

Porto: 2002-2003
- Coppa del Portogallo: 3

Porto: 1999-2000, 2000-2001, 2002-2003
- Supercoppa di Portogallo: 1

Porto: 2001

#### Competizioni internazionali
- Coppa UEFA: 1

Porto: 2002-2003